# Nydamstilen
Nydamstilen är en nordeuropeisk konststil från folkvandringstiden daterad till cirka 375-500 e.Kr. Den förekommer i form av gjutna metallföremål och enstaka bevarade träföremål och har fått namn efter ett vapenofferfynd från södra Jylland. Kännetecknande för stilen är yttäckande fält med geometriska mönster i karvsnittsrelief. Djurfigurer förekommer som kantornament på dessa relieffält, och nydamstilen räknas därför som den första stilen i den nordiska djurornamentikens historia. I och med den påföljande Salins stil I kröp kantdjuren in på dekorfälten.
Nydamstilen utvecklades med inspiration från bältebeslag i 300-talets mångetniska provinsialromerska miljöer och levde parallellt med sösdalastilens rika punsdekor. När nydamstilen upphör är svårt att specificera eftersom tidiga föremål i Salins stil I ofta är dekorerade med båda stilarna på olika delar. I germanskspråkiga miljöer på kontinenten och i England levde nydamstilens geometriska karvsnittsrelief kvar ända in mot 600 e.Kr. när de skandinaviska konsthantverkarna för länge sedan övergått till Salins stil II.